# Gemeinschaftslager „Hanns Kerrl“
Das Gemeinschaftslager „Hanns Kerrl“ war eine nationalsozialistische Schulungseinrichtung für Rechtsreferendare im brandenburgischen Jüterbog, Neues Lager. Benannt wurde es nach dem preußischen Justizminister Hanns Kerrl. Es bestand vom 29. Juni 1933 bis September 1939. 

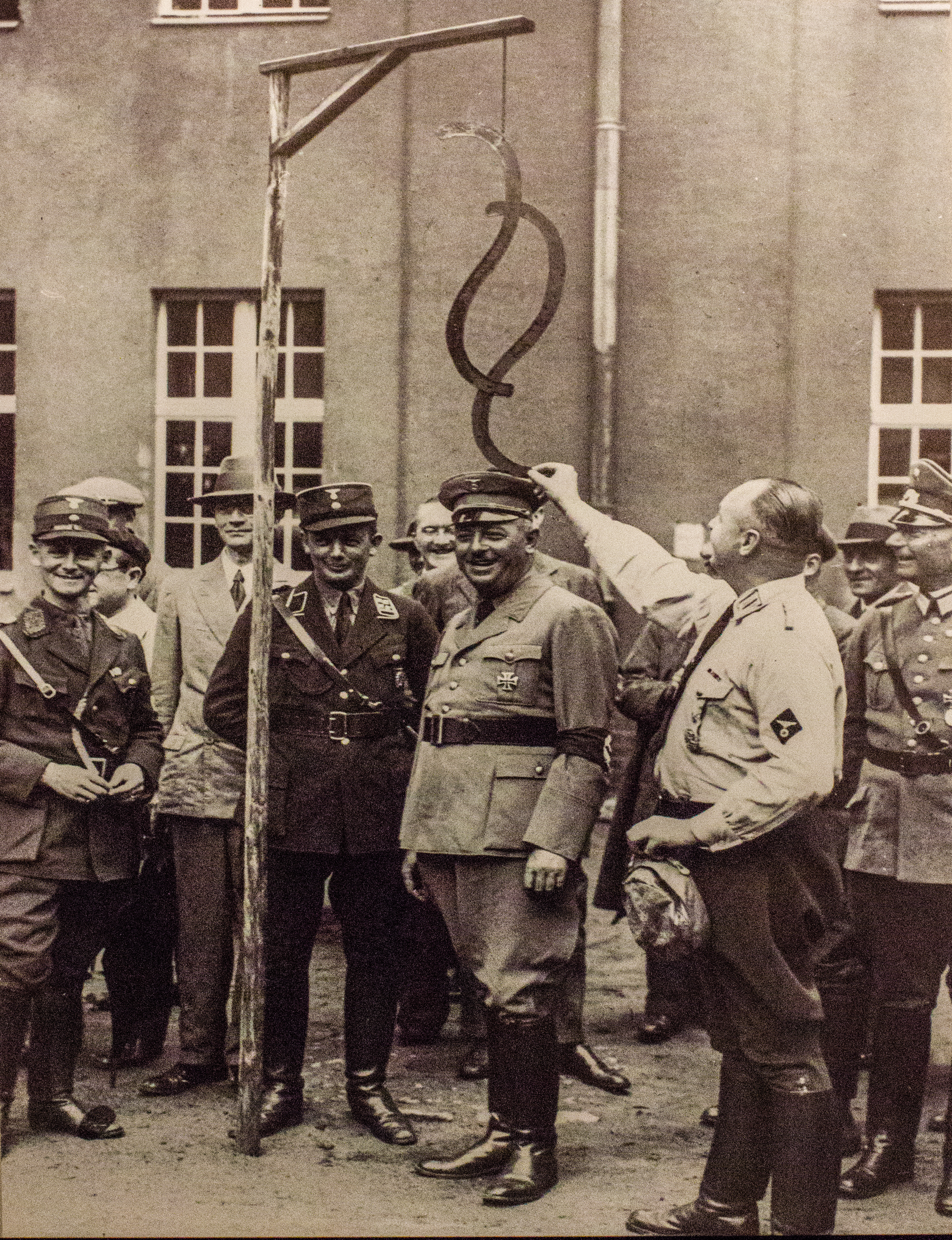
Der preußische Justizminister Hanns Kerrl bei einem Besuch im Referendarlager in Jüterbog

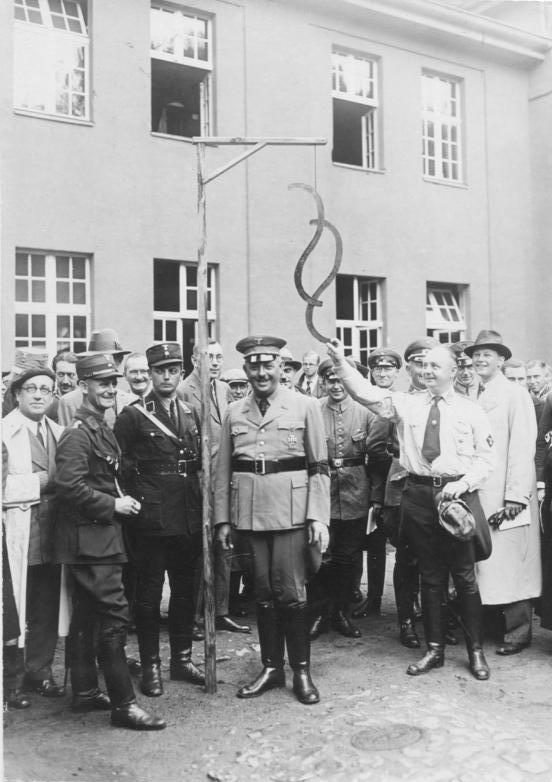
Der preußische Justizminister Kerrl besucht das Referendarlager in Jüterbog, August 1933. Links neben ihm der Lagerleiter Oberstaatsanwalt Christian Spieler und SA-Sturmführer Heesch, sein Stellvertreter.

## Geschichte

### Gründung
Der preußische Justizminister Hanns Kerrl schuf durch Gründungsverordnung vom 29. Juni 1933 ein nationalsozialistisches Schulungslager für Rechtsreferendare in Jüterbog, etwa 60 Kilometer südlich von Berlin. Der erste Lehrgang bestand aus dreiundvierzig preußischen Referendaren und begann am 11. Juli 1933. Zwischen dem 12. Juli 1933 und dem Beginn des Zweiten Weltkriegs im September 1939 mussten etwa 20.000 preußische Rechtsreferendare acht Wochen ihres juristischen Vorbereitungsdienstes in diesem Schulungslager im Jüterboger Ortsteil Neues Lager verbringen.
Vergleichbare Schulungslager für Rechtsreferendare bestanden im Arbeitsdienstlager Lütjensee in Schleswig-Holstein, wo Hamburger Referendare zusammen mit Arbeitsdienstwilligen seit September 1933 ihren Pflichtdienst ableisteten, sowie im „Hans-Frank-Lager“ in Rastatt, das der Bund Nationalsozialistischer Deutscher Juristen (BNSDJ) im Oktober 1933 für die badischen, hessischen und rheinpfälzischen Rechtsreferendare gegründet hatte. Thüringer Rechtsreferendare mussten die Staatsschule für Führertum und Politik in Egendorf bei Blankenhain besuchen. Mit dem Übergang zur zentralen Verwaltung der Justiz im Deutschen Reich am 1. April 1935 wurden die Lager der Länder aufgelöst.
Seit dem 30. Januar 1936 wurden die Referendare aus dem gesamten Reichsgebiet ins Gemeinschaftslager „Hanns Kerrl“ beordert; nicht mehr nur die aus Preußen; jedoch erst in der Justizausbildungsordnung vom 4. Januar 1939 (Reichsgesetzblatt Teil I, S. 5) wurde angeordnet, dass deutschlandweit alle Rechtsreferendare zwei Monate ihres Vorbereitungsdienstes im Gemeinschaftslager „Hanns Kerrl“ abzuleisten hatten.
Die preußischen Justizreferendare waren anfangs in den Baracken einer Kaserne im Jüterboger Ortsteil Neues Lager untergebracht. Der erste Spatenstich für Neubauten erfolgte am 4. Januar 1934. Ende Februar 1936 war die Anlage für 720 Lehrgangsteilnehmer und das Führungspersonal weitgehend fertiggestellt.

### Schulungen
Gegenstand der Schulungen im Gemeinschaftslager „Hanns Kerrl“ war weniger eine juristische Ausbildung als vor allem eine weltanschauliche Indoktrination im Geiste des Nationalsozialismus sowie ein paramilitärisches Training. Die Rechtsreferendare waren für die Dauer ihres Aufenthalts im Gemeinschaftslager Jüterbog uniformiert. Sie trugen eine graue Drillichuniform mit Hakenkreuz-Armbinde und dazu Kürassierstiefel (sogenannte Kanonenstiefel), als Kopfbedeckung eine Feldmütze (ein so genanntes Feldkrätzchen).

### Einstellung des Betriebs
Mit Beginn des Zweiten Weltkriegs im September 1939 beanspruchte das Heer das Gelände bei Jüterbog für sich; der Schulungsbetrieb für Rechtsreferendare im Gemeinschaftslager „Hanns Kerrl“ wurde eingestellt.

## Personal
Erster Leiter des NS-Juristenlagers in Jüterbog war der Oberstaatsanwalt Christian Spieler. Spieler leitete jedoch nur von Juli 1933 bis Dezember 1934 das Jüterboger „Gemeinschaftslager“ für Rechtsreferendare. Im Januar 1935 wurde er durch den zum Architekten ausgebildeten Karl Hildebrandt abgelöst. Dieser blieb bis zur Schließung des Referendarlagers im Herbst 1939 im Amt. Stellvertretender Lagerkommandant unter Christian Spieler war zunächst ein SA-Sturmführer namens Heesch aus Elmshorn. Ihm folgte der Amts- und Landrichter Dr. Freyher. Am 1. Juni 1934 wurde der Oberlandesgerichtsrat Maas (NSDAP-Mitglied seit 1. März 1932) zum stellvertretenden Lagerleiter berufen; er blieb bis Ende März 1936 in diesem Amt. Nach dem Wechsel in der Lagerleitung von Spieler zu Hildebrandt im Januar 1935 war vom 25. März 1936 bis Oktober 1938 Erich Lawall (NSDAP-Mitglied seit 1. Juni 1933) stellvertretender Lagerleiter. Lawalls Nachfolger von Oktober 1938 bis zur Schließung des Lagers Anfang September 1939 wurde ein gewisser Bahls.
Unter den Dozenten, Schulungsleitern und Vortragsrednern, die sich in Jüterbog an der Schulung angehender Juristen im nationalsozialistischen Geiste beteiligten, waren unter anderem Georg Basner, Hermann Behrends, Werner Best, Hermann Bohnacker, Georg Dahm, Wenzeslaus von Gleispach, Kurt-Walter Hanssen, Albert Hartl, Siegmund Kunisch, Erich Lattmann, Curt Rothenberger und Karl Siegert.

## Absolventen (Auswahl)
Unter den Absolventen des Gemeinschaftslagers „Hanns Kerrl“ waren nahezu alle deutschen Juristen, die in der fraglichen Zeit von Januar 1936 bis September 1939 vor ihrem zweiten juristischen Staatsexamen (Assessorexamen) gestanden haben, darunter auch Karl Carstens, Sebastian Haffner, Helmut von Hummel, Kurt Georg Kiesinger, Lauritz Lauritzen, Helmuth James Graf von Moltke, Franz Nüßlein, Kurt Sachweh, Edmund Stark und Wilhelm Wengler.